# Темо (река)
Темо (итал. Temo, сард. Temu) — река, протекающая на острове Сардиния, в провинциях Сассари и Ористано. Является единственной судоходной рекой на острове (длина части, пригодной для судоходства — приблизительно 6 км).
Длина реки — 55 км. Средний расход воды — 10 м³/с. Высота истока — 473 м над уровнем моря. Площадь водосборного бассейна — 124 км².

## География
Исток реки находится на склоне горы Калариге, расположенной в коммуне Вилланова-Монтелеоне, в провинции Сассари. Проходит между городами Романа Монтелеоне-Рокка-Дория, минует плотину Монте-Айраду (построенную между 1971 и 1984 годами) и впадает в озеро Темо.
Она проходит через озеро Темо и проходит между Падрией и Монтреста и пересекает Бозу, далее впадает в Сардинское море. Часть реки от истока до озера Темо носит название Лакану. В нижнем течении находится руины римского моста.

## Расход воды
Перед впадением в одноимённое озеро Темо имеет очень переменный расход воды, после же он становится более регулярным.